# برايان ديكسون (لاعب كرة قدم أمريكية)
برايان ديكسون (بالإنجليزية: Brian Dixon)‏ هو لاعب كرة قدم أمريكية أمريكي، ولد في 26 أبريل 1990 في بومبانو سيتي في الولايات المتحدة.

## وصلات خارجية
- برايان ديكسون على موقع مرجع كرة القدم المحترفة.كوم (الإنجليزية)